# Cauchyho–Schwarzova nerovnost
V matematice je Cauchyho–Schwarzova nerovnost (též známá jako: Schwarzova, Bunjakovského, Cauchyho–Bunjakovského nebo Cauchyho–Bunjakovského–Schwarzova nerovnost) užitečná nerovnost často používaná v různých odvětvích matematiky, jako je lineární algebra, analýza nebo teorie pravděpodobnosti. Bývá považována za jednu z nejdůležitějších nerovností v matematice. Má různá zobecnění, mezi nejdůležitější patří Hölderova nerovnost.

## Znění
Na unitárním prostoru {\displaystyle {\mathcal {V}}} se skalárním součinem {\displaystyle \langle \cdot ,\cdot \rangle } platí:
{\displaystyle |\langle x,y\rangle |^{2}\leq \langle x,x\rangle \langle y,y\rangle \ \forall x,y\in {\mathcal {V}}}.
Můžeme obě strany nerovnosti odmocnit a dostaneme ekvivalentní tvrzení:
{\displaystyle |\langle x,y\rangle |\leq \|x\|\|y\|\ \forall x,y\in {\mathcal {V}}}.
Navíc, rovnost nastává právě tehdy, když jsou {\displaystyle x} a {\displaystyle y} lineárně závislé.

## Důkaz
Pro každé {\displaystyle x,y\neq 0} existuje {\displaystyle z} takové, že:
{\displaystyle x=\lambda y+z}, kde {\displaystyle \lambda ={\frac {\langle x,y\rangle }{\langle y,y\rangle }},\ z\bot y}.
Za použití Pythagorovy věty dostaneme:
{\displaystyle \|x\|^{2}=|\lambda |^{2}\|y\|^{2}+\|z\|^{2}\geq |\lambda |^{2}\|y\|^{2}={\frac {|\langle x,y\rangle |^{2}}{\|y\|^{4}}}\|y\|^{2}={\frac {|\langle x,y\rangle |^{2}}{\|y\|^{2}}}}
Z čehož plyne:
{\displaystyle \|x\|^{2}\|y\|^{2}\geq |\langle x,y\rangle |^{2}}.
Což je po úpravě požadovaná nerovnost.
Pokud máme rovnost, tak nutně {\displaystyle \|z\|=0\Rightarrow z=0} a tudíž: {\displaystyle x=\lambda y} jsou {\displaystyle x,y} lineárně závislé.